# Saison 2020-2021 des Bulls de Chicago
La saison 2020-2021 des Bulls de Chicago est la 55e saison de la franchise en National Basketball Association (NBA). 
À l'aube de la saison régulière, Billy Donovan est nommé entraîneur de l'équipe des Bulls. Auteur d'un beau début de saison, Zach LaVine obtient sa première sélection au NBA All-Star Game. L'effectif se renforce à la mi-saison avec l'arrivée des intérieurs, Nikola Vučević, Daniel Theis et les départs de Wendell Carter Jr., Otto Porter. 
La franchise ne réussit néanmoins pas à enchaîner les victoires en fin de saison, malgré une performance de LaVine à 50 points le 9 avril 2021. Ce dernier manque plusieurs matchs en fin de saison et le 14 mai 2021, les Bulls sont officiellement éliminés de la course aux playoffs. 

## Draft
| Tour | Choix | Joueur           | Poste | Nationalité | Provenance                 |
| ---- | ----- | ---------------- | ----- | ----------- | -------------------------- |
| 1    | 4     | Patrick Williams | SF    | États-Unis  | Seminoles de Florida State |
| 2    | 44    | Marko Simonović  | C     | Monténégro  | KK Mega Bemax              |

## Matchs

### Pré-saison
| Pré-saison Total: 3-1 (Domicile : 1-1; Extérieur : 2-0) |

| Match | Date match  | Équipe          | Score     | Meilleur marqueur    | Meilleur rebondeur  | Meilleur passeur       | Lieux                   | Série |
| ----- | ----------- | --------------- | --------- | -------------------- | ------------------- | ---------------------- | ----------------------- | ----- |
| 1     | 11 décembre | Houston         | D 104-125 | Coby White (15)      | Gafford, Vonleh (8) | Satoranský, White (6)  | United Center           | 0 - 1 |
| 2     | 13 décembre | Houston         | V 104-91  | Zach LaVine (23)     | Zach LaVine (9)     | Trois joueurs (5)      | United Center           | 1 - 1 |
| 3     | 16 décembre | @ Oklahoma City | V 124-103 | Coby White (27)      | Otto Porter (12)    | Zach LaVine (5)        | Chesapeake Energy Arena | 2 - 1 |
| 4     | 18 décembre | @ Oklahoma City | V 105-103 | Lauri Markkanen (22) | Coby White (9)      | Wendell Carter Jr. (6) | Chesapeake Energy Arena | 3 - 1 |

### Saison régulière
| Pré-saison Total: 31-41 (Domicile : 15-21; Extérieur : 16-20) |

| Match | Date match  | Équipe       | Score     | Meilleur marqueur | Meilleur rebondeur      | Meilleur passeur     | Lieux             | Série |
| ----- | ----------- | ------------ | --------- | ----------------- | ----------------------- | -------------------- | ----------------- | ----- |
| 1     | 23 décembre | Atlanta      | D 104-124 | Zach LaVine (22)  | Lauri Markkanen (7)     | Coby White (7)       | United Center     | 0 - 1 |
| 2     | 26 décembre | Indiana      | D 106-125 | Zach LaVine (17)  | Lauri Markkanen (9)     | Tomáš Satoranský (9) | United Center     | 0 - 2 |
| 3     | 27 décembre | Golden State | D 128-129 | Zach LaVine (33)  | Wendell Carter Jr. (13) | Coby White (5)       | United Center     | 0 - 3 |
| 4     | 29 décembre | @ Washington | V 115-107 | Zach LaVine (23)  | Wendell Carter Jr. (12) | Trois joueurs (6)    | Capital One Arena | 1 - 3 |
| 5     | 31 décembre | @ Washington | V 133-130 | Otto Porter (28)  | Otto Porter (12)        | Coby White (10)      | Capital One Arena | 2 - 3 |

| Match                                                                                           | Date match  | Équipe          | Score          | Meilleur marqueur    | Meilleur rebondeur      | Meilleur passeur    | Lieux                    | Série  |
| ----------------------------------------------------------------------------------------------- | ----------- | --------------- | -------------- | -------------------- | ----------------------- | ------------------- | ------------------------ | ------ |
| 6                                                                                               | 1er janvier | @ Milwaukee     | D 96-126       | Zach LaVine (16)     | LaVine, Williams (6)    | Carter, White (3)   | Fiserv Forum             | 2 - 4  |
| 7                                                                                               | 3 janvier   | Dallas          | V 118-108      | Zach LaVine (39)     | Trois joueurs (7)       | Zach LaVine (5)     | United Center            | 3 - 4  |
| 8                                                                                               | 5 janvier   | @ Portland      | V 111-108      | Coby White (21)      | Otto Porter (13)        | Zach LaVine (9)     | Moda Center              | 4 - 4  |
| 9                                                                                               | 6 janvier   | @ Sacramento    | D 124-128      | Coby White (36)      | Wendell Carter Jr. (17) | Coby White (7)      | Golden 1 Center          | 4 - 5  |
| 10                                                                                              | 8 janvier   | @ L.A. Lakers   | D 115-117      | Zach LaVine (38)     | Patrick Williams (8)    | Zach LaVine (6)     | Staples Center           | 4 - 6  |
| 11                                                                                              | 10 janvier  | @ L.A. Clippers | D 127-130      | Zach LaVine (45)     | Coby White (8)          | Coby White (13)     | Staples Center           | 4 - 7  |
| -                                                                                               | 12 janvier  | Boston          | Reporté*       | Reporté*             | Reporté*                | Reporté*            | United Center            | -      |
| 12                                                                                              | 15 janvier  | @ Oklahoma City | D 125-127 (OT) | Zach LaVine (35)     | Wendell Carter Jr. (11) | Coby White (7)      | Chesapeake Energy Arena  | 4 - 8  |
| 13                                                                                              | 17 janvier  | @ Dallas        | V 117-101      | Lauri Markkanen (29) | Lauri Markkanen (10)    | Zach LaVine (10)    | American Airlines Center | 5 - 8  |
| 14                                                                                              | 18 janvier  | Houston         | V 125-120      | Zach LaVine (33)     | Thaddeus Young (9)      | Zach LaVine (7)     | United Center            | 6 - 8  |
| 15                                                                                              | 22 janvier  | @ Charlotte     | V 123-110      | Zach LaVine (25)     | Otto Porter (8)         | Zach LaVine (9)     | Spectrum Center          | 7 - 8  |
| 16                                                                                              | 23 janvier  | L.A. Lakers     | D 90-101       | Zach LaVine (21)     | Zach LaVine (10)        | LaVine, White (4)   | United Center            | 7 - 9  |
| 17                                                                                              | 25 janvier  | Boston          | D 103-119      | Zach LaVine (30)     | Thaddeus Young (9)      | Thaddeus Young (9)  | United Center            | 7 - 10 |
| -                                                                                               | 27 janvier  | @ Memphis       | Reporté*       | Reporté*             | Reporté*                | Reporté*            | FedExForum               | -      |
| 18                                                                                              | 30 janvier  | Portland        | D 122-123      | Lauri Markkanen (31) | Thaddeus Young (11)     | Thaddeus Young (11) | United Center            | 7 - 11 |
| * Les matchs ont été reportés à la suite du protocole sanitaire de la ligue contre la covid-19. |             |                 |                |                      |                         |                     |                          |        |

| Match                                                                                           | Date match  | Équipe              | Score          | Meilleur marqueur    | Meilleur rebondeur      | Meilleur passeur       | Lieux                   | Série   |
| ----------------------------------------------------------------------------------------------- | ----------- | ------------------- | -------------- | -------------------- | ----------------------- | ---------------------- | ----------------------- | ------- |
| 19                                                                                              | 1er février | New York            | V 110-102      | Lauri Markkanen (30) | Daniel Gafford (9)      | Thaddeus Young (8)     | United Center           | 8 - 11  |
| 20                                                                                              | 3 février   | New York            | D 103-107      | Zach LaVine (24)     | Patrick Williams (7)    | Zach LaVine (7)        | United Center           | 8 - 12  |
| 21                                                                                              | 5 février   | @ Orlando           | D 119-123      | Zach LaVine (26)     | Williams, Young (6)     | Zach LaVine (8)        | Amway Center            | 8 - 13  |
| 22                                                                                              | 6 février   | @ Orlando           | V 118-92       | Zach LaVine (39)     | Patrick Williams (10)   | Tomáš Satoranský (6)   | Amway Center            | 9 - 13  |
| 23                                                                                              | 8 février   | Washington          | D 101-105      | Zach LaVine (35)     | Garrett Temple (9)      | LaVine, Young (6)      | United Center           | 9 - 14  |
| 24                                                                                              | 10 février  | La Nouvelle-Orléans | V 129-116      | Zach LaVine (46)     | LaVine, Young (7)       | Tomáš Satoranský (8)   | United Center           | 10 - 14 |
| 25                                                                                              | 12 février  | L.A. Clippers       | D 106-125      | Zach LaVine (26)     | Zach LaVine (9)         | Tomáš Satoranský (7)   | United Center           | 10 - 15 |
| 26                                                                                              | 15 février  | @ Indiana           | V 120-112 (OT) | Zach LaVine (30)     | Thaddeus Young (11)     | Coby White (8)         | Bankers Life Fieldhouse | 11 - 15 |
| -                                                                                               | 17 février  | @ Charlotte         | Reporté*       | Reporté*             | Reporté*                | Reporté*               | Spectrum Center         | -       |
| 27                                                                                              | 17 février  | Détroit             | V 105-102      | Zach LaVine (37)     | Thaddeus Young (10)     | Thaddeus Young (7)     | United Center           | 12 - 15 |
| 28                                                                                              | 19 février  | @ Philadelphie      | D 105-112      | Zach LaVine (30)     | Thaddeus Young (9)      | LaVine, White (5)      | Wells Fargo Center      | 12 - 16 |
| 29                                                                                              | 20 février  | Sacramento          | V 122-114      | Zach LaVine (38)     | Patrick Williams (11)   | Wendell Carter Jr. (5) | United Center           | 13 - 16 |
| 30                                                                                              | 22 février  | @ Houston           | V 120-100      | Coby White (24)      | Wendell Carter Jr. (13) | Zach LaVine (6)        | Toyota Center           | 14 - 16 |
| 31                                                                                              | 24 février  | Minnesota           | V 133-126 (OT) | Zach LaVine (35)     | Wendell Carter Jr. (10) | White, Young (6)       | United Center           | 15 - 16 |
| 32                                                                                              | 26 février  | Phoenix             | D 97-106       | Zach LaVine (24)     | Thaddeus Young (10)     | Thaddeus Young (5)     | United Center           | 15 - 17 |
| -                                                                                               | 28 février  | @ Toronto           | Reporté*       | Reporté*             | Reporté*                | Reporté*               | Amalie Arena            | -       |
| * Les matchs ont été reportés à la suite du protocole sanitaire de la ligue contre la covid-19. |             |                     |                |                      |                         |                        |                         |         |

| Match                  | Date match | Équipe                | Score          | Meilleur marqueur     | Meilleur rebondeur      | Meilleur passeur       | Lieux                | Série   |
| ---------------------- | ---------- | --------------------- | -------------- | --------------------- | ----------------------- | ---------------------- | -------------------- | ------- |
| 33                     | 1er mars   | Denver                | D 112-118      | Zach LaVine (23)      | Coby White (10)         | LaVine, Satoranský (5) | United Center        | 15 - 18 |
| 34                     | 3 mars     | @ La Nouvelle-Orléans | V 128-124      | Zach LaVine (36)      | Wendell Carter Jr. (15) | Zach LaVine (8)        | Smoothie King Center | 16 - 18 |
| NBA All-Star Game 2021 |            |                       |                |                       |                         |                        |                      |         |
| 35                     | 11 mars    | Philadelphie          | D 105-127      | Lauri Markkanen (23)  | Wendell Carter Jr. (9)  | Zach LaVine (7)        | United Center        | 16 - 19 |
| 36                     | 12 mars    | Miami                 | D 90-101       | Zach LaVine (30)      | Thaddeus Young (10)     | Zach LaVine (6)        | United Center        | 16 - 20 |
| 37                     | 14 mars    | Toronto               | V 118-95       | Patrick Williams (23) | Wendell Carter Jr. (11) | Satoranský, Young (7)  | United Center        | 17 - 20 |
| 38                     | 16 mars    | Oklahoma City         | V 123-102      | Zach LaVine (40)      | Carter Jr., Young (9)   | Tomáš Satoranský (7)   | United Center        | 18 - 20 |
| 39                     | 17 mars    | San Antonio           | D 99-106       | Zach LaVine (29)      | Patrick Williams (14)   | Tomáš Satoranský (7)   | United Center        | 18 - 21 |
| 40                     | 19 mars    | @ Denver              | D 127-131 (OT) | Zach LaVine (32)      | Thaddeus Young (10)     | Thaddeus Young (6)     | Ball Arena           | 18 - 22 |
| 41                     | 21 mars    | @ Détroit             | V 100-86       | Zach LaVine (18)      | Daniel Gafford (11)     | Tomáš Satoranský (9)   | Little Caesars Arena | 19 - 22 |
| 42                     | 22 mars    | Utah                  | D 95-120       | Zach LaVine (27)      | Thaddeus Young (9)      | LaVine, Satoranský (4) | United Center        | 19 - 23 |
| 43                     | 24 mars    | Cleveland             | D 94-103       | Zach LaVine (22)      | Wendell Carter Jr. (9)  | LaVine, Satoranský (4) | United Center        | 19 - 24 |
| 44                     | 27 mars    | @ San Antonio         | D 104-120      | Nikola Vučević (21)   | Nikola Vučević (9)      | Thaddeus Young (9)     | AT&T Center          | 19 - 25 |
| 45                     | 29 mars    | @ Golden State        | D 102-116      | Nikola Vučević (21)   | Nikola Vučević (9)      | Tomáš Satoranský (8)   | Chase Center         | 19 - 26 |
| 46                     | 31 mars    | @ Phoenix             | D 116-121      | Nikola Vučević (24)   | Trois joueurs (10)      | Tomáš Satoranský (7)   | PHX Arena            | 19 - 27 |

| Match | Date match | Équipe      | Score     | Meilleur marqueur    | Meilleur rebondeur  | Meilleur passeur       | Lieux                      | Série   |
| ----- | ---------- | ----------- | --------- | -------------------- | ------------------- | ---------------------- | -------------------------- | ------- |
| 47    | 2 avril    | @ Utah      | D 106-113 | Thaddeus Young (25)  | Nikola Vučević (8)  | Trois joueurs (4)      | Vivint Smart Home Arena    | 19 - 28 |
| 48    | 4 avril    | Brooklyn    | V 115-107 | Zach LaVine (25)     | Nikola Vučević (13) | Tomáš Satoranský (11)  | United Center              | 20 - 28 |
| 49    | 6 avril    | @ Indiana   | V 113-97  | Nikola Vučević (32)  | Nikola Vučević (17) | LaVine, White (6)      | Bankers Life Fieldhouse    | 21 - 28 |
| 50    | 8 avril    | @ Toronto   | V 122-113 | LaVine, Vučević (22) | Daniel Theis (10)   | Zach LaVine (13)       | Amalie Arena               | 22 - 28 |
| 51    | 9 avril    | @ Atlanta   | D 108-120 | Zach LaVine (50)     | Nikola Vučević (10) | Tomáš Satoranský (10)  | State Farm Arena           | 22 - 29 |
| 52    | 11 avril   | @ Minnesota | D 117-121 | Zach LaVine (30)     | Thaddeus Young (8)  | LaVine, Satoranský (6) | Target Center              | 22 - 30 |
| 53    | 12 avril   | @ Memphis   | D 90-101  | Zach LaVine (21)     | Nikola Vučević (10) | Zach LaVine (9)        | FedExForum                 | 22 - 31 |
| 54    | 14 avril   | Orlando     | D 106-115 | Zach LaVine (30)     | Nikola Vučević (11) | Zach LaVine (7)        | United Center              | 22 - 32 |
| 55    | 16 avril   | Memphis     | D 115-126 | Coby White (27)      | Nikola Vučević (14) | Coby White (7)         | United Center              | 22 - 33 |
| 56    | 17 avril   | Cleveland   | V 106-96  | Nikola Vučević (25)  | Nikola Vučević (7)  | Coby White (9)         | United Center              | 23 - 33 |
| 57    | 19 avril   | @ Boston    | V 102-96  | Nikola Vučević (29)  | Nikola Vučević (9)  | Coby White (7)         | TD Garden                  | 24 - 33 |
| 58    | 21 avril   | @ Cleveland | D 105-121 | Lauri Markkanen (16) | Thaddeus Young (8)  | Coby White (6)         | Rocket Mortgage FieldHouse | 24 - 34 |
| 59    | 22 avril   | Charlotte   | V 108-91  | Nikola Vučević (18)  | Nikola Vučević (16) | Tomáš Satoranský (7)   | United Center              | 25 - 34 |
| 60    | 24 avril   | @ Miami     | D 101-106 | Coby White (31)      | Nikola Vučević (14) | Nikola Vučević (6)     | American Airlines Arena    | 25 - 35 |
| 61    | 26 avril   | @ Miami     | V 110-102 | Nikola Vučević (24)  | Daniel Theis (12)   | Thaddeus Young (8)     | American Airlines Arena    | 26 - 35 |
| 62    | 28 avril   | @ New York  | D 94-113  | Nikola Vučević (26)  | Nikola Vučević (18) | Coby White (9)         | Madison Square Garden      | 26 - 36 |
| 63    | 30 avril   | Milwaukee   | D 98-108  | Coby White (21)      | Nikola Vučević (15) | Coby White (7)         | United Center              | 26 - 37 |

| Match | Date match | Équipe       | Score     | Meilleur marqueur     | Meilleur rebondeur    | Meilleur passeur     | Lieux                | Série   |
| ----- | ---------- | ------------ | --------- | --------------------- | --------------------- | -------------------- | -------------------- | ------- |
| 64    | 1er mai    | @ Atlanta    | D 97-108  | Thaddeus Young (20)   | Lauri Markkanen (11)  | Thaddeus Young (9)   | State Farm Arena     | 26 - 38 |
| 65    | 3 mai      | Philadelphie | D 94-106  | Coby White (23)       | Daniel Theis (8)      | Tomáš Satoranský (6) | United Center        | 26 - 39 |
| 66    | 6 mai      | @ Charlotte  | V 120-99  | Nikola Vučević (29)   | Nikola Vučević (14)   | Thaddeus Young (8)   | Spectrum Center      | 27 - 39 |
| 67    | 7 mai      | Boston       | V 121-99  | LaVine, White (25)    | Nikola Vučević (14)   | Nikola Vučević (10)  | United Center        | 28 - 39 |
| 68    | 9 mai      | @ Détroit    | V 108-96  | Zach LaVine (30)      | Nikola Vučević (16)   | Tomáš Satoranský (7) | Little Caesars Arena | 29 - 39 |
| 69    | 11 mai     | Brooklyn     | D 107-115 | Zach LaVine (41)      | Nikola Vučević (12)   | Nikola Vučević (6)   | United Center        | 29 - 40 |
| 70    | 13 mai     | Toronto      | V 114-102 | Zach LaVine (24)      | Nikola Vučević (16)   | Coby White (10)      | United Center        | 30 - 40 |
| 71    | 15 mai     | @ Brooklyn   | D 91-105  | Patrick Williams (24) | Thaddeus Young (13)   | Coby White (6)       | Barclays Center      | 30 - 41 |
| 72    | 16 mai     | Milwaukee    | V 118-112 | Thaddeus Young (20)   | Cristiano Felício (8) | Coby White (5)       | United Center        | 31 - 41 |

### Confrontations en saison régulière
| Conférence Est      | Conférence Est                              | Conférence Est                              | Conférence Est                              | Conférence Est                              | Conférence Ouest                            | Conférence Ouest                            | Conférence Ouest                            |
| Division Atlantique | Division Atlantique                         | Division Atlantique                         | Division Atlantique                         | Division Atlantique                         | Division Nord-Ouest                         | Division Nord-Ouest                         | Division Nord-Ouest                         |
| Équipe              | Domicile                                    | Domicile                                    | Extérieur                                   | Extérieur                                   | Équipe                                      | Domicile                                    | Extérieur                                   |
| ------------------- | ------------------------------------------- | ------------------------------------------- | ------------------------------------------- | ------------------------------------------- | ------------------------------------------- | ------------------------------------------- | ------------------------------------------- |
| Boston              | 103-119                                     | 121-99                                      | 102-96                                      |                                             | Denver                                      | 112-118                                     | 127-131 (OT)                                |
| Brooklyn            | 115-107                                     | 107-115                                     | 91-105                                      |                                             | Minnesota                                   | 133-126 (OT)                                | 117-121                                     |
| New York            | 110-102                                     | 103-107                                     | 94-113                                      |                                             | Oklahoma City                               | 123-102                                     | 125-127 (OT)                                |
| Philadelphie        | 105-127                                     | 94-106                                      | 105-112                                     |                                             | Portland                                    | 122-123                                     | 111-108                                     |
| Toronto             | 118-95                                      | 114-102                                     | 122-113                                     |                                             | Utah                                        | 95-120                                      | 106-113                                     |
|                     | 5-5                                         | 5-5                                         | 2-3                                         | 2-3                                         |                                             | 2-3                                         | 1-4                                         |
| Division            | 7-8                                         | 7-8                                         | 7-8                                         | 7-8                                         | Division                                    | 3-7                                         | 3-7                                         |
| Division Centrale   | Division Centrale                           | Division Centrale                           | Division Centrale                           | Division Centrale                           | Division Pacifique                          | Division Pacifique                          | Division Pacifique                          |
| Équipe              | Domicile                                    | Domicile                                    | Extérieur                                   | Extérieur                                   | Équipe                                      | Domicile                                    | Extérieur                                   |
|                     |                                             |                                             |                                             |                                             | Golden State                                | 128-129                                     | 102-116                                     |
| Cleveland           | 94-103                                      | 106-96                                      | 105-121                                     |                                             | L.A. Clippers                               | 106-124                                     | 127-130                                     |
| Detroit             | 105-102                                     |                                             | 100-86                                      | 108-96                                      | L.A. Lakers                                 | 90-101                                      | 115-117                                     |
| Indiana             | 106-125                                     |                                             | 120-112 (OT)                                | 113-97                                      | Phoenix                                     | 97-106                                      | 116-121                                     |
| Milwaukee           | 98-108                                      | 118-112                                     | 96-126                                      |                                             | Sacramento                                  | 122-114                                     | 124-128                                     |
|                     | 3-3                                         | 3-3                                         | 4-2                                         | 4-2                                         |                                             | 1-4                                         | 0-5                                         |
| Division            | 7-5                                         | 7-5                                         | 7-5                                         | 7-5                                         | Division                                    | 1-9                                         | 1-9                                         |
| Division Sud-Est    | Division Sud-Est                            | Division Sud-Est                            | Division Sud-Est                            | Division Sud-Est                            | Division Sud-Ouest                          | Division Sud-Ouest                          | Division Sud-Ouest                          |
| Équipe              | Domicile                                    | Domicile                                    | Extérieur                                   | Extérieur                                   | Équipe                                      | Domicile                                    | Extérieur                                   |
| Atlanta             | 104-124                                     |                                             | 108-120                                     | 97-108                                      | Dallas                                      | 118-108                                     | 117-101                                     |
| Charlotte           | 108-91                                      |                                             | 123-110                                     | 120-99                                      | Houston                                     | 125-120                                     | 120-100                                     |
| Miami               | 90-101                                      |                                             | 101-106                                     | 110-102                                     | Memphis                                     | 115-126                                     | 90-101                                      |
| Orlando             | 106-115                                     |                                             | 119-123                                     | 118-92                                      | New Orleans                                 | 129-116                                     | 128-124                                     |
| Washington          | 101-105                                     |                                             | 115-107                                     | 133-130                                     | San Antonio                                 | 99-106                                      | 104-120                                     |
|                     | 1-4                                         | 1-4                                         | 6-4                                         | 6-4                                         |                                             | 3-2                                         | 3-2                                         |
| Division            | 7-8                                         | 7-8                                         | 7-8                                         | 7-8                                         | Division                                    | 6-4                                         | 6-4                                         |
| Conférence          | 21-21 (Domicile : 9-12; Extérieur : 12-9)   | 21-21 (Domicile : 9-12; Extérieur : 12-9)   | 21-21 (Domicile : 9-12; Extérieur : 12-9)   | 21-21 (Domicile : 9-12; Extérieur : 12-9)   | Conférence                                  | 10-20 (Domicile : 6-9; Extérieur : 4-11)    | 10-20 (Domicile : 6-9; Extérieur : 4-11)    |
| Total               | 31-41 (Domicile : 15-21; Extérieur : 16-20) | 31-41 (Domicile : 15-21; Extérieur : 16-20) | 31-41 (Domicile : 15-21; Extérieur : 16-20) | 31-41 (Domicile : 15-21; Extérieur : 16-20) | 31-41 (Domicile : 15-21; Extérieur : 16-20) | 31-41 (Domicile : 15-21; Extérieur : 16-20) | 31-41 (Domicile : 15-21; Extérieur : 16-20) |

## Classements
| Conférence Est | Conférence Est             | Conférence Est | Conférence Est | Conférence Est | Conférence Est | Conférence Est | Conférence Est |
| No             | Franchise                  | Vic.           | Déf.           | MJ             | V/D            | GB             |                |
| -------------- | -------------------------- | -------------- | -------------- | -------------- | -------------- | -------------- | -------------- |
| 1              | c - 76ers de Philadelphie* | 49             | 23             | 72             | .681           | –              |                |
| 2              | x - Nets de Brooklyn       | 48             | 24             | 72             | .667           | 1              |                |
| 3              | y - Bucks de Milwaukee*    | 46             | 26             | 72             | .639           | 3              |                |
| 4              | x - Knicks de New York     | 41             | 31             | 72             | .569           | 8              |                |
| 5              | y - Hawks d'Atlanta*       | 41             | 31             | 72             | .569           | 8              |                |
| 6              | x - Heat de Miami          | 40             | 32             | 72             | .556           | 9              |                |
|                |                            |                |                |                |                |                |                |
| 7              | x - Celtics de Boston      | 36             | 36             | 72             | .500           | 13             |                |
| 8              | x - Wizards de Washington  | 34             | 38             | 72             | .472           | 15             |                |
| 9              | o - Pacers de l'Indiana    | 34             | 38             | 72             | .472           | 15             |                |
| 10             | o - Hornets de Charlotte   | 33             | 39             | 72             | .458           | 16             |                |
|                |                            |                |                |                |                |                |                |
| 11             | o - Bulls de Chicago       | 31             | 41             | 72             | .431           | 18             |                |
| 12             | o - Raptors de Toronto     | 27             | 45             | 72             | .375           | 22             |                |
| 13             | o - Cavaliers de Cleveland | 22             | 50             | 72             | .306           | 27             |                |
| 14             | o - Magic d'Orlando        | 21             | 51             | 72             | .292           | 28             |                |
| 15             | o - Pistons de Détroit     | 20             | 52             | 72             | .278           | 29             |                |

| Division Centrale          | V  | D  | MJ | V/D  | GB | Dom   | Ext   | Div  |
| -------------------------- | -- | -- | -- | ---- | -- | ----- | ----- | ---- |
| y - Bucks de Milwaukee     | 46 | 26 | 72 | .639 | –  | 26–10 | 20–16 | 11–1 |
| o - Pacers de l'Indiana    | 34 | 38 | 72 | .472 | 12 | 13–23 | 21–15 | 7–5  |
| o - Bulls de Chicago       | 31 | 41 | 72 | .431 | 15 | 15–21 | 16–20 | 7–5  |
| o - Cavaliers de Cleveland | 22 | 50 | 72 | .306 | 24 | 13–23 | 9–27  | 4–8  |
| o - Pistons de Détroit     | 20 | 52 | 72 | .278 | 26 | 13–23 | 7–29  | 1–11 |